# The Notting Hillbillies
A banda The Notting Hillbillies foi um projeto de Country com intuito beneficente formado pelo cantor, guitarrista e compositor do Dire Straits, o Mark Knopfler, Brendan Croker, Steve Phillips, e Guy Fletcher. Eles fizeram apenas um álbum, Missing...Presumed Having a Good Time que foi lançado em 1990, antes deles se concentrarem em suas bandas. Em maio de 1997, os Hillbillies fizeram uma turnê com 11 shows no Reino Unido.
Em 1993 fizeram dois Shows, ambos sem Guy Fletcher.
O Town & Country Club em Leeds foi palco de um show da Banda em 3 de julho. Somente o trio Knopfler-Croker-Philips. O Set List contou com apenas duas músicas do Dire Straits: "How Long" e "Ticket to Heaven". Os Notting Hillbillies fizeram uma performance de "When it Comes to You" em 1990 e esta foi lançado no álbum On Every Street do Dire Straits em 1991.
A The City Hall em Newcastle em 6 de julho contou a presença de Alan Clark nos teclados. Foi a única vez em que se apresentou com os Hillbillies e também foi a última vez que Alan Clark tocou com Mark Knopfler em uma banda. Ed Bicknell e Marcus Cliff estavam presentes no dia também.

## Integrantes
- Mark Knopfler: guitarra, vocal
- Guy Fletcher: teclados, vocal
- Steve Phillips: guitarra, vocal
- Brendan Croker: guitarra, vocal
- Ed Bicknell: bateria - trocado por Danny Cummings para quatro shows realizados em 2002.
- Marcus Cliff: baixo
- Chris White: Saxofone
- Paul Franklin: guitarra Havaiana (álbum de estúdio e a turnê de 1990 somente)